# Studebaker Sky Hawk
Studebaker Sky Hawk – samochód sportowy amerykańskiej marki Studebaker produkowany w latach 1955–1956 przez Studebaker-Packard Corporation, z pięciomiejscowym nadwoziem hardtop coupé. Wyprodukowano ponad 3 tysiące sztuk, w ramach jedynego roku modelowego 1956. Napędzany był silnikiem V8 o pojemności 4,74 l i  mocy 210 KM.

## Historia
W 1953 roku firma Studebaker wprowadziła nową linię samochodów o nowoczesnych, opływowych, niskich nadwoziach; innych od dominujących wówczas na rynku amerykańskim i porównywanych do samochodów europejskich. Autorem ich stylistyki był Robert Bourke ze studia Raymonda Loewy′ego. Produkowane wówczas modele osobowe Champion i Commander miały też swoje odmiany o charakterze sportowym z nadwoziami hardtop i coupé, w kilku wersjach wyposażenia. Cechą szczególną ich stylistyki była maska łagodnie opadająca pomiędzy błotnikami do zderzaka przedniego, nad którym znajdowały się dwa podłużne wloty powietrza. Od roku modelowego 1956, debiutującego w listopadzie poprzedniego roku, modele sportowe zostały przestylizowane i wydzielone jako osobna seria, otrzymując nazwę Hawk (jastrząb) z  dodatkowymi określeniami (Flight Hawk w miejsce Champion DeLuxe coupe, Power Hawk w miejsce Commander DeLuxe coupe, Sky Hawk w miejsce President State hardtop i Golden Hawk w miejsce President Speedster hardtop).
Sky Hawk był pozycjonowany jako trzeci pod względem ceny z czterech modeli sportowych serii Hawk. Był uboższą wersją sztandarowego modelu marki Golden Hawk, z takim samym dwudrzwiowym pięciomiejscowym nadwoziem hardtop coupé. W materiałach reklamowych przedstawiany był jako połączenie samochodu sportowego i rodzinnego, z wygodnymi miejscami dla pięciu dorosłych osób. Wszystkie modele z serii Hawk otrzymały przestylizowany przód w stosunku do oryginalnego projektu: centralna część maski została podniesiona i otrzymała z przodu atrapę chłodnicy o kształcie zbliżonym do trapezowego, rozszerzającego się u góry, pokrytą chromowaną kratką. Po jej bokach nad zderzakiem były dwa dodatkowe podłużne chromowane wloty powietrza, nawiązujące do pierwotnej stylistyki z 1953 roku. Między centralną podniesioną częścią a wystającymi pojedynczymi reflektorami na przedłużeniu błotników, maska nadal łagodnie opadała, dochodząc do wlotów powietrza. Dodatkowo na górze wystającej części maski był mały chwyt powietrza. Nad błotnikami przednimi były wolno stojące światła parkingowe – kierunkowskazy, w opływowych obudowach. Modele z nadwoziem hardtop coupé – Sky Hawk i Golden Hawk otrzymały ponadto imitacje wlotów powietrza na tylnych błotnikach. W odróżnieniu od Golden Hawka, Sky Hawk miał jedynie zalążki płetw z tyłu, łagodnie opadające i zakończone pionowymi światłami, tak jak w modelach coupé. Samochody otrzymały też nową deskę przyrządów, na panelu ze stali nierdzewnej.
Sky Hawk otrzymał silnik V8 OHV Sweepstakes o pojemności 289 cali sześciennych (4,74 l) z czterogardzielowym gaźnikiem i stopniem sprężania 7,8:1, osiągający moc 210 KM. Opcjonalnie dostępny był silnik ze stopniem sprężania zwiększonym do 8,3:1. Standardowo była stosowana trzybiegowa skrzynia mechaniczna, za dopłatą był dostępny nadbieg (overdrive) lub skrzynia automatyczna Flight-O-Matic (189 dolarów).  W wyposażeniu standardowym był zegar elektryczny, natomiast w wyposażeniu dodatkowym było m.in. radio, wspomaganie kierownicy i hamulców i elektrycznie opuszczane szyby.
Od listopada 1955 roku wyprodukowano 3050 samochodów Sky Hawk, a cena bez wyposażenia dodatkowego wynosiła 2477 dolarów. Produkowano je w zakładach w Los Angeles i South Bend. Nadwozie miało kod fabryczny 56H-K7.
W kolejnym 1957 roku model hardtop coupé Sky Hawk został zastąpiony przez coupé Silver Hawk w odmianie z silnikiem V8 o takiej samej pojemności.